# Савезна влада Анте Марковића
Савезна влада Анта Марковића била је последњи десети сазив Савезног извршног већа (СИВ) и постојала је од 16. марта 1989. до 14. јула 1992. године.
Крајем 1989. Савезно извршно веће и Скупштина СФРЈ усвојили су Програм економске реформе и мере за његову реализацију у 1990. године.
Након проглашења једностране независности Хрватске и Словеније од СФРЈ и краткотрајног рата у Словенији, јуна 1991. потписана је Брионска декларација, којом је стављен тромесечни мораторијум на проглашење независности. Почетком октобра 1991. након истека мораторијума, Словенија и Хрватска су прекинуле државне везе са СФРЈ, након чега је дошло до рата у Хрватској.
Напуштањем савезних иниституција, најпре од стране словеначких и хрватских, а потом македонских и босанскохерцеговачких чланова, оне су функционисале само са члановима из Србије и Црне Горе. У таквим околностима председник СИВ Анте Марковић је 20. децембра 1991. објавио да „враћа мандат” грађанима Југославије, јер наводно није имао коме поднети оставку. Након Марковићевог одласка, Савезним извршним већем председавао је потпредседник СИВ Александар Митровић. Ова влада је функционисала и након проглашења Савезне Републике Југославије (СРЈ) све до 14. јула 1992. када је Савезна скупштина изгласала Владу Милана Панића.